# كفر سليمان عوض
كفر سليمان عوض إحدى قرى مركز السنطة التابع لمحافظة الغربية بجمهورية مصر العربية. أصله من توابع سحيم ثم فصل عنها في 1267 هـ.

## السكان
بلغ عدد سكان كفر سليمان عوض 3376 نسمة حسب تقدير عام 2018.
| السنة  | 1882 | 1897 | 1907 | 1927 | 1947 | 1960 | 1976 | 1986 | 1996 | 2006  | 2018 |
| ------ | ---- | ---- | ---- | ---- | ---- | ---- | ---- | ---- | ---- | ----- | ---- |
| القرية | 725  | 670  | 1168 | 1238 | 714  | 1593 | 1323 | 1712 | 1935 | 2,245 | 3376 |